# Матейки (Волынская область)
Матейки (укр. Матейки) — село в Колковской поселковой общине Луцкого района Волынской области Украины.
До 2020 года входило в Маневичский район.
Код КОАТУУ — 0723683502. Население по переписи 2001 года составляет 580 человек. Почтовый индекс — 44656. Телефонный код — 3376. Занимает площадь 16650 км².